# 谷口呉朗
谷口 呉朗（たにぐち ごろう、1888年（明治21年）9月18日 - 1945年（昭和20年）12月21日）は、大日本帝国陸軍軍人。最終階級は陸軍少将。功四級。

## 経歴
1888年（明治21年）に滋賀県で生まれた。陸軍士官学校第23期、陸軍大学校第34期卒業。1927年（昭和2年）5月に陸軍歩兵少佐に進級し、1931年（昭和6年）8月、陸軍歩兵中佐に進級と同時に歩兵第9連隊附となり、第三高等学校に配属された。1935年（昭和10年）8月に歩兵第5連隊附に転じ、1936年（昭和11年）8月1日に陸軍歩兵大佐進級と同時に第4師団司令部附となり、高野山大学に配属された。
1939年（昭和14年）5月19日に陸軍少将進級と同時に北支那方面軍司令部附となり、7月12日に復員した第109師団の残置人員を基に河北省邯鄲で編制された独立混成第1旅団（北支那方面軍）の旅団長に9月1日に就任し、京漢線沿線の警備に任じた。1941年（昭和16年）3月1日に留守第6師団司令部附となり、12月1日に大本営直轄である第4歩兵団長（第4師団）に就任した。1943年（昭和18年）3月1日に待命、3月31日に予備役に編入された。同年8月2日に召集され第12野戦輸送司令官（関東軍・第4軍）に就任し、黒河省孫呉に駐屯。山神府、北安省北安の順に移駐し、6月21日に第17方面軍隷下に編入された。7月4日に北安を出発し、7月7日に全州に到着し終戦を迎えた。10月3日に釜山港を出発し、翌10月4日に舞鶴港に到着し復員を完結した。